# Стів Яго
Стів Яго (фр. Steeve Yago, нар. 16 грудня 1992, Сарсель) — буркінійський футболіст, захисник кіпрського клубу «Аріс» (Лімасол) та національної збірної Буркіна-Фасо.

## Клубна кар'єра
У дорослому футболі дебютував 2010 року виступами за команду клубу «Тулуза-2», в якій провів два сезони, взявши участь у 31 матчі чемпіонату. 
До основного складу клубу «Тулуза» приєднався 2012 року. Став основним центральним захисником у 20-річному віці через травму Жонатана Зебіна. У наступні роки регулярно виходив на поле на позиції центрального або правого захисника, а в деяких матчах був навіть капітаном команди. Загалом відіграв за команду з Тулузи 140 матчів у всіх змаганнях.
З поверненням на тренерську лаву Алена Казанови влітку 2018 перестав грати, не потрапляючи навіть до заявок на матчі Ліги 1. З метою отримання ігрової практики в січні 2019 перейшов на правах оренди до завершення сезону до одного з лідерів Ліги 2 «Гавра».
Після завершення оренди повернувся до «Тулузи» та планував боротися за місце в основному складі. Втім, тренер Ален Казанова абсолютно на нього не розраховував та перевів Яго разом Янном Бодіже в дубль. У підсумку 2 вересня 2019 Яго розірвав контракт з «Тулузою» та перейшов до клубу Ліги 2 «Кан», підписавши дворічний контракт.

## Виступи за збірну
У 2013 році дебютував в офіційних матчах у складі національної збірної Буркіна-Фасо. Станом на червень 2025 провів у формі головної команди країни 89 матчів, забив 1 гол.

## Титули і досягнення
- Чемпіон Кіпру (1):

«Аріс»: 2022-23
Збірні
- Бронзовий призер Кубка африканських націй: 2017